# Argyll and Bute
Argyll and Bute (gälisch: Earra-Ghàidheal agus Bòd) ist eine von 32 Council Areas in Schottland. Sie grenzt an Highland, Perth and Kinross, Stirling und West Dunbartonshire. Die östliche Grenze verläuft durch den Loch Lomond. Der Verwaltungssitz ist in Lochgilphead.
Der größte Teil des Verwaltungsbezirks gehörte einst zur traditionellen Grafschaft Argyll, mit Ausnahme der Region Morvern nördlich von Mull, das heute zu Highland gehört. Der Bezirk umfasst auch die im Firth of Clyde liegende Isle of Bute, die zur traditionellen Grafschaft Bute gehörte sowie den westlichen Teil der traditionellen Grafschaft Dunbartonshire.

## Orte
- Achahoish
- Appin
- Ardbeg
- Ardentinny
- Ardfern
- Ardlui
- Ardmore
- Ardnave
- Ardrishaig
- Ardtalla
- Arduaine
- Arrochar
- Ascog
- Auchindrain
- Baille Mór
- Ballivicar
- Ballygrant
- Barcaldine
- Bellochantuy
- Benderloch
- Bowmore
- Bridge of Orchy
- Bridgend
- Bruichladdich
- Cairndow
- Campbeltown
- Cardross
- Carradale
- Clynder
- Coillabus
- Cove
- Craighouse
- Craignure
- Crinan
- Cullipool
- Dalmally
- Dunbeg
- Dunoon
- Edentaggart
- Feolin
- Furnace
- Garelochhead
- Glendaruel
- Glenegedale
- Helensburgh
- Innellan
- Inveraray
- Keills
- Kilchiaran
- Kilchoman
- Kilcreggan
- Kilmartin
- Kilmeny
- Kilmoluaig
- Kilmore
- Kilmory
- Kilmun
- Kilnaughton
- Kilnave
- Kintour
- Kintra
- Lagavulin
- Lagg
- Laphroaig
- Lochdon
- Lochgilphead
- Lochgoilhead
- Lochindaal
- Lossit
- Lower Killeyan
- Luss
- Millhouse
- Muasdale
- Oban
- Peninver
- Persabus
- Port Appin
- Port Askaig
- Port Bannatyne
- Port Ellen
- Port Wemyss
- Portnahaven
- Rhu
- Rothesay
- Saddell
- Salen
- Sanaigmore
- Sandbank
- Skipness
- Southend
- Strone
- Tarbert (Jura)
- Tarbert (Kintyre)
- Tarbet
- Tayinloan
- Taynuilt
- Tobermory

## Sehenswürdigkeiten
- Argyll Forest Park
- Arduaine Garden
- Caisteal Suidhe Cheannaidh ein gut erhaltenes Dun
- Carrick Castle
- Cruachan Dam
- Fincharn Castle
- Fingal’s Cave
- Gare Loch
- Kilchurn Castle
- Lachlan Castle
- Loch Lomond
- Old Lachlan Castle
- Strontoiller
- Benmore Botanic Garden

## Inseln
- Bute
- Cara Island
- Coll
- Colonsay
- Davaar
- Fladda (Slate Islands)
- Fladda (Treshnish Isles)
- Gigha
- Glunimore Island
- Gometra
- Inchmarnock
- Iona
- Islay
- Jura
- Kerrera
- Lismore
- Luing
- Lunga
- Mull
- Sanda Island
- Scarba
- Seil
- Sheep Island
- Shuna
- Staffa
- Tiree
- Ulva

## Politik
Seit den Lokalwahlen 2017 setzt sich der 36 Sitze umfassende Council von Argyll and Bute wie folgt zusammen:
| Partei                  | Sitze |
| ----------------------- | ----- |
| Scottish National Party | 11    |
| Unabhängig              | 10    |
| Liberal Democrats       | 9     |
| Scottish Conservatives  | 6     |

## Partnerschaft
Seit 1967 besteht eine Partnerschaft mit dem Landkreis Amberg-Sulzbach in Bayern.